# Giganthias
Giganthias là một chi cá biển thuộc phân họ Anthiadinae trong họ Cá mú.

## Từ nguyên
Từ định danh được ghép từ gígās (bắt nguồn từ γίγᾱς trong tiếng Hy Lạp cổ đại nghĩa là "khổng lồ, to lớn") và Anthias (chi điển hình của phân họ Anthiadinae), hàm ý có lẽ đề cập đến kích thước vượt trội của G. immaculatus so với các loài khác được biết đến trong phân họ Anthiadinae vào thời điểm đó.

## Các loài
Có 2 loài được ghi nhận trong chi này tính đến thời điểm hiện tại:
- Giganthias immaculatus Katayama, 1954
- Giganthias serratospinosus White & Dharmadi, 2012[3]